# 벨 (신화)

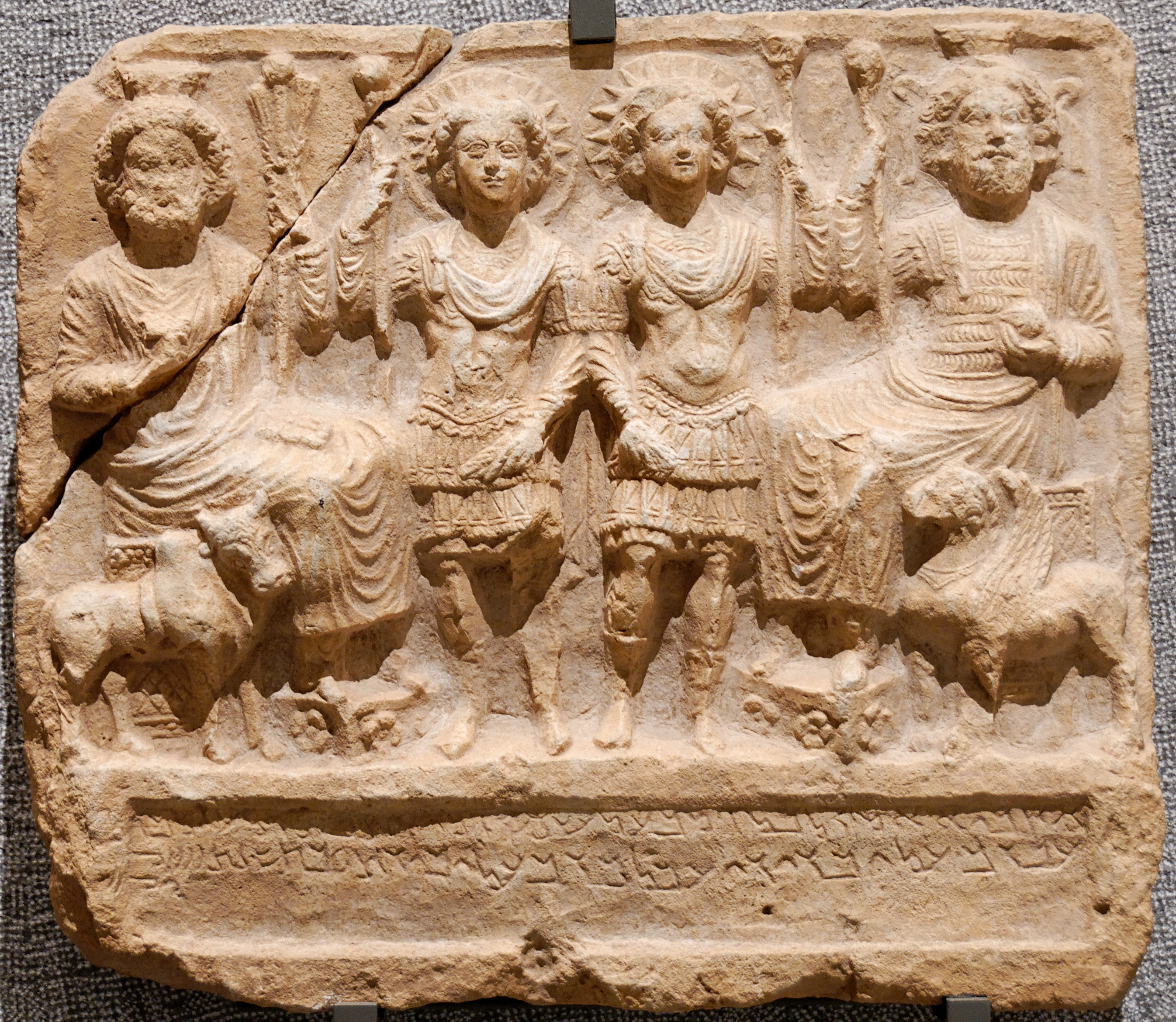

벨은 주인, 제왕을 의미하며, 진짜 이름이라기보다는 직위이다. 바빌로니아 종교의 다양한 신들에 적용된다. 여성형은 벨리트이다. 벨은 그리이스어와 라틴어에 각각 벨로스와 벨루스로 표현된다. 언어학적으로 벨은 동셈계로 북서셈계의 바알과 같은 뜻을 지닌다.
초기의 아카드어 번역자들은 수메르어로 엔릴이라 불리었던 신의 이상형이 아카드어로 벨로 읽혔다고 믿었다. 이것은 이제 틀린 것으로 알려져 있지만, 벨은 더 오래된 번역과 논의에 엔릴을 언급할 때 사용되었음을 발견한다.
벨은 특히 바빌로니아 신 마르둑에 사용되었다.
켈트신화에선 '발로르(베레누스)'를 의미한다.

## 같이 보기
- 바알